# Suncook (Nuevo Hampshire)
Suncook es un lugar designado por el censo ubicado en el condado de Merrimack en el estado estadounidense de Nuevo Hampshire. En el Censo de 2010 tenía una población de 5.379 habitantes y una densidad poblacional de 536,79 personas por km².

## Geografía
Suncook se encuentra ubicado en las coordenadas 43°8′23″N 71°27′8″O / 43.13972, -71.45222. Según la Oficina del Censo de los Estados Unidos, Suncook tiene una superficie total de 10.02 km², de la cual 9.6 km² corresponden a tierra firme y (4.24%) 0.42 km² es agua.

## Demografía
Según el censo de 2010, había 5.379 personas residiendo en Suncook. La densidad de población era de 536,79 hab./km². De los 5.379 habitantes, Suncook estaba compuesto por el 95.89% blancos, el 0.87% eran afroamericanos, el 0.41% eran amerindios, el 0.86% eran asiáticos, el 0.02% eran isleños del Pacífico, el 0.39% eran de otras razas y el 1.56% pertenecían a dos o más razas. Del total de la población el 1.82% eran hispanos o latinos de cualquier raza.